# 浅羽良昌
浅羽 良昌（あさば よしまさ、1946年 - ）は日本の経済学者。摂南大学教授、大阪府立大学名誉教授。専攻はアメリカ経済史・アメリカ経済論・アメリカ観光論。

## 経歴・人物
北海道北見市に生まれる。1968年高崎経済大学経済学部卒業。1974年大阪府立大学大学院経済学研究科博士課程単位取得退学。九州共立大学、大阪府立大学で教鞭を執り、2008年3月に大阪府立大学名誉教授。
2008年4月から神戸夙川学院大学教授。その後摂南大学経済学部教授。
京都大学より博士（経済学）取得。アメリカ経済史の分析のためにハーバード大学客員研究員として一時在米。

## 著書
- 『アメリカ植民地工業史論』泉文堂、1977年
- 『アメリカ植民地土地銀行史論』日本経済評論社、1990年
- 『経済史-西と東』泉文堂、1991年
- 『アメリカ植民地貨幣史論』大阪府立大学経済学部、1991年
- 『アメリカ経済200年の興亡』東洋経済新報社、1996年
- 『経済大国の盛衰300年-英国・米国・日本・中国』東洋経済新報社、1997年
- 『サービス大国への挑戦-斜陽製造王国のゆくえ』ミネルヴァ書房、2002年
- 『日本が支える観光大国アメリカ - 歴史・文化・経済』昭和堂、2008年
- 『アメリカの国際観光経済』世界思想社〈世界思想ゼミナール〉、2013年

### 共編著
- 『国際経済史-欧米とアジア』ミネルヴァ書房、1996年
- 『世界経済の興亡200年』東洋経済新報社、1999年